# Bunuri mobile din domeniul arheologie clasate în patrimoniul cultural național al României aflate în județul Gorj
Acestă listă conține bunurile mobile din domeniul arheologie clasate în Patrimoniul cultural național al României aflate la momentul clasării în județul Gorj.

## Tezaur
| Foto | Informații generale           | Detalii tehnice | Descriere | Deținător                | Legături |
| ---- | ----------------------------- | --- | --- | ------------------------ | -------- |
|      | Minerva                       | Datare: Sec. II -III p. Chr. Școală: Imperiul roman Descoperit: jud. Gorj, com. Bălănești, GLODENI, Ohaba Material: bronz aurit | Zeița Minerva este reprezentată în mișcare spre stânga, piciorul stâng flexat, iar faldurile veșmântului ei înclinate spre dreapta. Divinitatea poartă veșmânt lung (chiton) ce îi ajunge până la călcâie. Peste chiton poartă o tunică scurtă (himation), iar deasupra platoșa ce are reprezentat pe piept capul meduzei. Pe cap poartă un coif, părul este buclat, ieșind la spate de sub coif. Îi lipsesc brațele. | Muzeul de Istorie, Târgu | Cimec    |
|      | Coif roman                    | Datare: Primele trei sferturi ale sec. II p. Chr. Școală: Imperiul roman- Orient Descoperit: jud. Gorj, com. Oraș Bumbești-Jiu, BUMBEȘTI-JIU, "Gară" - în castrul cu zid de piatră Dimensiuni: D.min. 4cm Material: Este realizat din tablă de bronz, prin ciocănire, iar pe unele porțiuni cu nituri. | S-a păstrat doar calota coifului, globulară în jumătatea inferioară, ridicându-se apoi într-un vârf conic gol, suprapus inițial de un buton. Pe o suprafață de 4 cm de la vârf în jos, de jur-împrejur, se observă clar urme de ciocănire. Îi lipsesc obrăzarele și apărătoarea de ceafă cu butonul terminal. Poate fi încadrat după H. Russell Robinson între coifurile purtate de pedestrașii auxiliari orientali (arcași), tipul D (probabil un soldat din Cohors IV Cypria, unitate care a a fost cantonată în castru, în perioada 106 -180 p. Chr.). Este a treia piesă de acest fel descoperită în România. | Muzeul de Istorie, Târgu | Cimec    |
|      | Fibulă de tip dragon          | Datare: primele trei sferturi ale sec. al II-lea p.Chr Școală: Imperiul roman -Britannia,Panonnia, Germania Descoperit: jud. Gorj, com. Oraș Bumbești-Jiu, BUMBEȘTI-JIU, Vârtop- vicus militar, therme Material: bronz, turnare și emailare                                                            | Fibula emailată tip dragon are corpul ușor curbat în spațiu, semicircular în secțiune, lat în formă de "S" stilizat. Curbura literei este lată, ornamentată în trei registre. La primul și al treilea registru motivul este fitomorf în email albastru pe fond roșu, iar registrul din mijloc are ornamente geometrice (romburi) care se repetă de patru ori și sunt din email roșu cu un contur negru pe fond galben. Capetele volutelor sunt și ele în formă de "S" având ca ornament, la extremități un cerc emailat roșu, iar la mijloc două cercuri concentrice, centrul fiind tot cu email roșu. Acul este prins direct de gâtul dragonului. Nu are portagrafă. Sistemul de închidere de tip VI (după S. Cociș). | Muzeul de Istorie, Târgu | Cimec    |
|      | Stelă cu inscripție aniconică | Datare: sec. II - III p. Chr. Școală: Atelier local - Săcelu Descoperit: jud. Gorj, com. Săcelu, HĂIEȘTI, Grui Material: piatră calcaroasă; sculptare | Stelă funerară aniconică, cu inscripție, de formă dreptunghiulară, având în partea superioară un fronton triunghiular, ce are redat un ornament vegetal, iar în mijloc o rozetă. Literele inscripției au înălțimea de 6 cm pe primul rând, de 4,5 cm în celelalte și de 7 cm pe ultimul. Ca semne despărțitoare sunt folosite triunghiuri și frunze sub formă de inimă. Inscripția este delimitată de un chenar profilat (dimensiunea de 100 x 65 cm), parțial distrus pe margini. | Muzeul de Istorie, Târgu | Cimec    |